# Tirikka
Tirikka är en ö i Finland. Den ligger i nedersta dammen i Kymmene älv och i kommunen Pyttis i  landskapet Kymmenedalen, i den södra delen av landet, 90 km öster om huvudstaden Helsingfors. Öns area är 0,4 hektar och dess största längd är 120 meter i sydväst-nordöstlig riktning.